# Monte Wood
Il Monte Wood (conosciuto anche con il nome di Wood Peak) è la sesta montagna più alta del Canada. È situata nel territorio dello Yukon, all'interno del Kluane National Park and Reserve, e fa parte della catena montuosa delle Monti Sant'Elia. Ha un'altezza di 4.842 metri sul livello del mare.
La prima scalata risale al 1941, ad opera di Walter Wood, Anderson Blakewell e Albert Jackman.